# Induktion (Genetik)
Als Induktion bezeichnet man in der Genetik und Biotechnologie die Aktivierung eines reprimierbaren Promotors durch einen Induktor. Daraufhin wird das vom Promotor kontrollierte Genprodukt gebildet, z. B. ein Protein (darunter auch Enzyme) oder eine MicroRNA. Als Induktor können sowohl chemische Stoffe wie Zucker, Schwermetalle, Sauerstoff etc. auftreten, aber auch die Induktion über physikalische Parameter wie Temperatur oder Licht ist möglich.

## Lac-Operon
Ein klassisches Beispiel ist die Enzyminduktion für den Lactose-Abbau beim lac-Operon, wo das Repressor-Molekül normalerweise an den Promotor des lac-Operons bindet und diese Bindung nach Zugabe von Lactose ins Medium aufgehoben wird. Die Ablösung des Repressors wird hier allosterisch reguliert, indem der Induktor – in diesem Falle Allolactose, eine abgewandelte Form der Lactose – an den Repressor bindet und so eine sterische Änderung in der Konformation des Repressors bewirkt. Diese Konformationsänderung hat zur Folge, dass der Repressor nicht mehr an den Promotor binden kann, er dissoziiert und ermöglicht damit nun der DNA-abhängigen RNA-Polymerase die Strukturgene des lac-Operons zu transkribieren. Diese codieren für drei Proteine: ein Transportprotein und zwei Enzyme, deren eines das Disaccharid Milchzucker in Glucose und Galactose spalten kann.